# Proton 1
Proton 1 foi uma missão do programa espacial da URSS chamado Proton. A missão foi lançada em 16 de julho de 1965 e a nave reentrou em 11 de outubro de 1965. A missão consistiu em medições da intensidade dos raios-cósmicos de alta-energia.